# Presa Álvaro Obregón

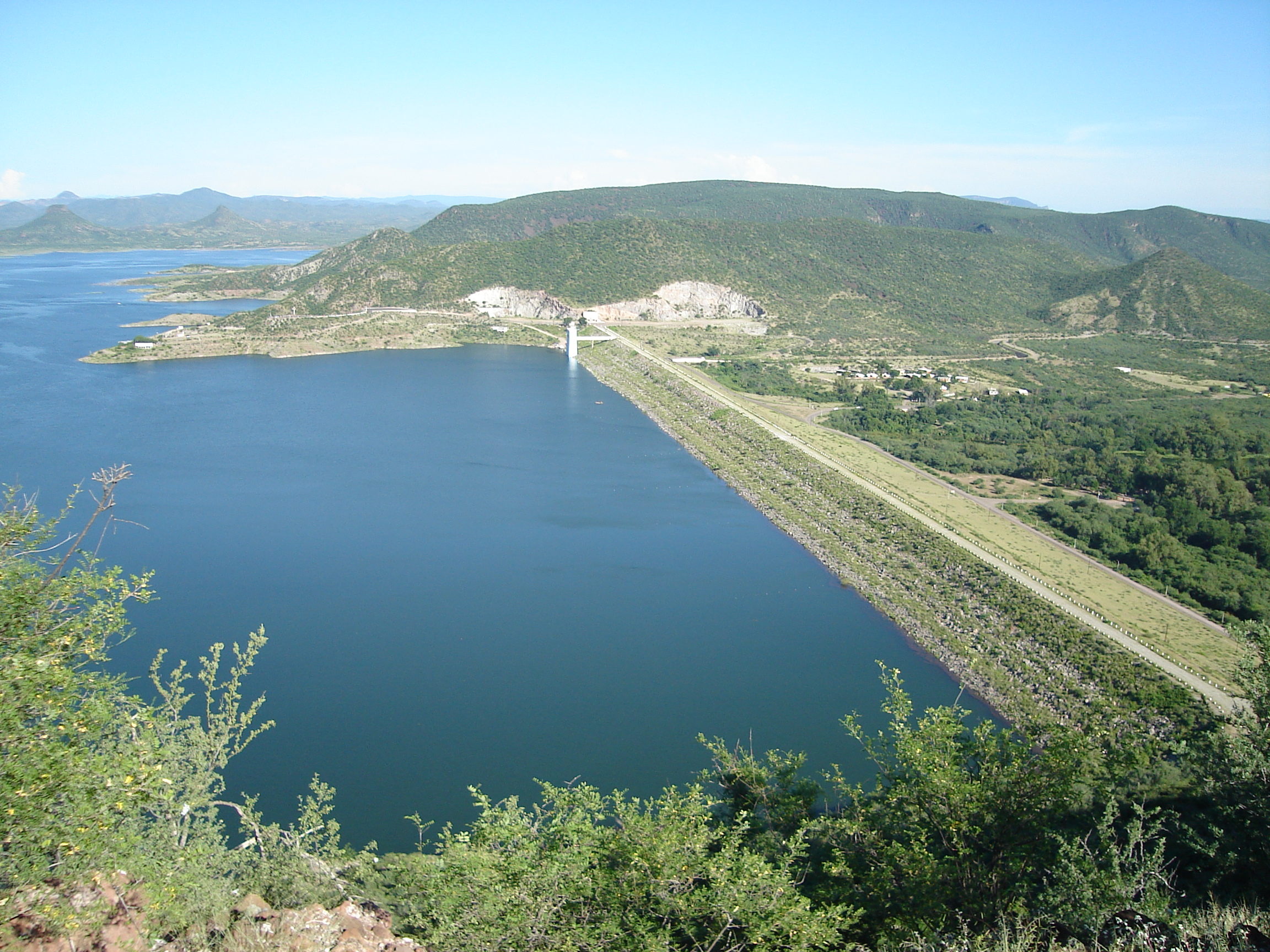
Cortina de la presa Álvaro Obregón (Oviáchic).

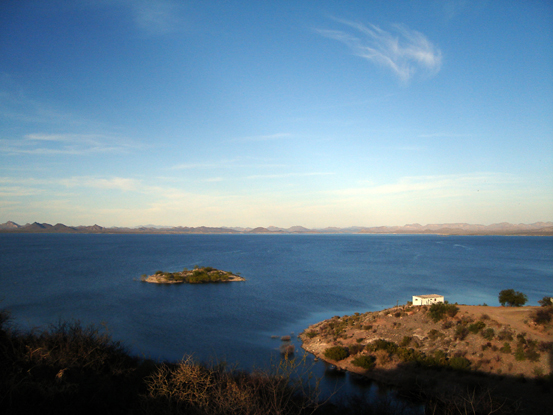
Vista del embalse

La presa Álvaro Obregón o presa del Oviáchic es una importante presa de México, la represa más grande de la cuenca del río Yaqui, una cuenca que abarca alrededor de 70 800 km². Forma el lago o embalse Oviáchic (también a veces se le llama embalse Álvaro Obregón). Se encuentra al pie de la sierra Madre Occidental. 
Construida principalmente para riego del valle del Yaqui (en combinación con las presas Lázaro Cárdenas, "La Angostura", y Plutarco Elías Calles, "El Novillo"). También se aprovecha para la generación de energía eléctrica. Está ubicada al sur del estado de Sonora, a 40 kilómetros al norte de Ciudad Obregón. 
Tiene una capacidad de embalse de 2,989 millones de metros cúbicos, abarcando un área de embalse de 20 500 ha. Entre los cerros del Oviáchic y la Cantera se levanta la cortina que tiene una altura de 90 metros sobre el lecho del río, una longitud de 1457 metros y 360 metros de ancho.

## Historia
Se construyó en el periodo de 1947-52 durante el gobierno del presidente de la república Miguel Alemán Valdés, en un ensanchamiento antes de que el río llegara a la zona costera, lugar conocido por los nativos como el Oviáchic, palabra yaqui que significa "el difícil"; en dicho lugar se encontraba el poblado de Buena Vista que finalmente queda cubierto por las aguas en el embalse. La finalidad era regular el caudal de agua del río Yaqui, evitar las inundaciones y generar electricidad. Esta obra junto con las demás represas y canales del sistema de riego del valle del Yaqui trajeron consigo aunado a la investigación agrícola gran auge en la región. Cuando el agua de la presa está baja se puede apreciar la cruz de la parroquia del pueblo Buena Vista que se encuentra bajo el agua de la presa.
La Presa Oviáchic también se usa de manera turística, y como zona de ocio, con pesca, navegación y esquí acuático.

## Geología
Se encuentra en estribaciones de la Sierra Madre Occidental, entre cerros constituidos por rocas metamórficas precámbricas, sedimientarias marinas del Mesozoico y aglomeraciones de rocas volcánicas del Terciario.

## Generación eléctrica
La Presa abastece de agua a la Central Hidroeléctrica Oviáchic puesta en servicio en abril de 1958, que cuenta con una capacidad instalada de 9.6 MVA en cada uno de sus dos generadores.